# Quadrato Lo Shu

Il quadrato di Lo Shu, iscritto in una forma circolare, è il simbolo della professione ragioneristica

Il quadrato Lo Shu è un quadrato magico normale di ordine 3, cioè una matrice di aspetto {\displaystyle 3\times 3} contenente tutti gli interi da 1 a 9 senza ripetizioni disposti in modo tale che sommando i numeri sulle diverse righe, colonne o diagonali si ottenga sempre lo stesso valore, che deve essere {\displaystyle (1+2+\dots +9)/3=15}
Originario della Cina, sulla sua origine sono fiorite leggende, una delle quali rimanda al 2800 a.C., quando si sarebbe verificata una disastrosa piena del fiume Lo causata dall'ira del dio del fiume: in quell'occasione, narra la leggenda, la popolazione offrì sacrifici al dio per far cessare il disastroso evento. Dopo ogni sacrificio dal fiume emergeva una tartaruga, ma la furia del fiume non si placava. Solo dopo vari tentativi un bambino si accorse che la tartaruga inviata dal dio aveva segnata sul guscio una rappresentazione del quadrato magico. Questo significava che il dio chiedeva un sacrificio di 15 entità e l'accoglimento del messaggio portò alla fine della piena.
Questa configurazione è stata considerata un simbolo dell'armonia universale: i numeri da 1 (l'inizio di tutte le cose) a 9 (il completamento) sono considerati benauguranti, soprattutto il 5 centrale. La somma magica 15 si interpreta come la durata di ciascuno dei 24 cicli dell'anno solare cinese; l'alternarsi dei numeri pari e dispari sulle caselle periferiche si interpreta come alternarsi armonioso di yang e yin. Nell'antica Cina ci si ispirava a questo quadrato per progettare templi e città suddivise in 3 × 3 settori.
Dal 1982, stilizzato con perforazioni analoghe a quelle in uso nelle prime schede perforate dei calcolatori elettronici ed iscritto in una forma circolare, è il simbolo della professione ragioneristica.